# Hitiaa O Te Ra
Hitiaʻa O Te Ra és un municipi de la Polinèsia Francesa, un territori d'ultramar de França a l'oceà Pacífic. Està situadta l'illa de Tahití, a la subdivisió administrativa de les Illes del Vent, que formen part de les Illes de la Societat. Segons el cens del 2022 tenia una població de 10.196 habitants.
Hitiaʻa O Te Ra consta dels següents municipis associats: Hitiaa, Mahaena, Papenoo i Tiarei.
El centre administratiu de la comuna és l'assentament de Tiarei.
Des del 2002 l'alcalde és Henri Flohr.